# Стальной гигант
«Стальной гигант» (англ. The Iron Giant) — американский научно-фантастический анимационный фильм 1999 года, поставленный режиссёром Брэдом Бёрдом на студии Warner Bros. Animation по мотивам книги Теда Хьюза «Железный человек» (1968 г., опубликована в США под названием «Железный гигант»). Премьера в США состоялась 31 июля 1999 года. Сценарий написан Тимом Маккэнлисом совместно с Брэдом Бёрдом.
Действие мультфильма происходит в 1957 году, сюжет поднимает тему военной паранойи вообще и во время Холодной войны в частности. В центре сюжета мальчик по имени Хогарт Хьюз, который случайно находит гигантского инопланетного робота и обретает друга в его лице. С помощью художника-битника Хогарт пытается помешать федеральному агенту Кенту Мэнсли и американским военным найти и уничтожить Гиганта.

## Сюжет
1957 год. Моряк Эрл плыл в грозу и случайно увидел огромный летающий объект. Спустя несколько дней заинтересованный этой историей мальчик по имени Хогарт Хьюз узнаёт, что это гигантский робот, прилетевший на Землю из далекой космической галактики.
Несмотря на свой грозный вид, инопланетный гость оказывается добрейшим созданием. Между ним и отважным мальчишкой завязывается настоящая дружба. Хогарт объясняет гиганту, что такое добро и зло. Он показывает ему комиксы про Супермена — супергероя и Атомо — злодея. На пару со своим другом — скульптором-металлистом Дином Маккопином они прячут робота от всех, в том числе и от секретного агента Кента Мэнсли, который нашёл игрушечное ружьё мальчика возле повреждённой Гигантом электростанции и начал подозревать Хогарта.
Позже выясняется, что Гигант рефлекторно атакует тех, кто на него нападает, и из-за этого чуть не ранит Хогарта. Когда Дин это разгадывает, они отправляются его искать. Увидев Гиганта, стоящего в городе (где он только что спас двух мальчиков), военные принимают это за атаку и начинают его обстреливать. Мэнсли так хочет уничтожить пугающего его робота, что врёт генералу Рогарду об убийстве гигантом Хогарта. В итоге солдаты доводят гиганта до перехода в боевой режим, в котором он продолжает следовать той же схеме, что и при самообороне. Генерал приводит в боевой режим подводную лодку Наутилус с целью уничтожения гиганта. Хогарту удаётся успокоить друга, а Дин объясняет генералу истинную суть вещей. Генерал всё понимает и решает отменить атаку, но струсивший Мэнсли приказывает запустить ядерную ракету, невольно направив её прямо на город. Гигант решает спасти население Роквелла — города, где происходит действие мультфильма. Гигант решает стать героем и летит в стратосферу, где сталкивается с ракетой, а сам погибает от ядерного взрыва. Весь город восхваляет и оплакивает отважного робота.
Впоследствии в городе был установлен памятник Гиганту, построенный Дином. Мать Хогарта и Дин начали встречаться, а генерал Рогард подарил Хогарту болт — единственную деталь стального гиганта, которую удалось найти. Однако той же ночью робот начинает восстанавливаться: все его части добираются к источнику сигнала — голове, находящейся где-то в Исландии.

## Роли озвучивали
| Актёр                | Роль                     |
| -------------------- | ------------------------ |
| Эли Мариентал        | Хогарт Хьюз              |
| Вин Дизель           | Стальной Гигант          |
| Дженнифер Энистон    | Энни Хьюз                |
| Гарри Конник-младший | Дин МакКоппин            |
| Кристофер Макдональд | Кент Мэнсли              |
| Джон Махони          | генерал Шэннон Рогард    |
| Билл Фармер          | второстепенные персонажи |

## Производство
Разработка фильма началась в 1994 году. Изначально его планировалось сделать музыкальным с участием Пита Таунсенда из британской рок-группы The Who. Но когда Бёрд был назначен режиссёром, проект был пересмотрен. Тим Маккэнлис был нанят Бёрдом в 1996 году для работы над сценарием. Фильм создавался как с использованием традиционной анимации, так и с применением компьютерной графики. Неполная съёмочная группа фильма завершила создание мультфильма за половину отведённого времени и весьма скромный в сравнении с другими подобными проектами бюджет. Майкл Камен написал музыку к фильму, которую исполнил Чешский филармонический оркестр.

## Восприятие
Премьера «Стального гиганта» состоялась 31 июля 1999 года в Китайском театре Граумана в Лос-Анджелесе, а в широкий прокат в США он был выпущен 4 августа. Фильм снискал весьма низкие кассовые сборы: 31,3 миллиона долларов при производственном бюджете в 50 миллионов. Руководство «Warner Bros.» объяснило это «необычайно плохой маркетинговой кампанией». После кассового провала их предыдущего проекта — мультфильма «Волшебный меч: В поисках Камелота» компания не возлагала на «Гиганта» больших надежд, вкладывая средства в развитие других проектов. Всего за три месяца до премьеры были устроены тест-просмотры, на которых мультфильм сорвал овации. Тем не менее студия отказалась переносить премьеру и как следует провести рекламную кампанию. В итоге вся рекламная кампания фильма свелась к одному единственному тизер-постеру, который затем без изменения использовался в качестве официального плаката. Несмотря на это, фильм получил высокие оценки кинокритиков, которые отмечали интересный сюжет, качественную анимацию, проработанных персонажей, а также работу артистов озвучивания. Фильм был номинирован на несколько наград, он завоевал 9 наград «Энни» в 15 номинациях. Благодаря выпуску на DVD и распространению на телевидении фильм обрёл широкое признание, заслужив статус классической мультипликации.
В 2015 году расширенная и обновлённая версия мультфильма вновь была показана в кинотеатрах, а в следующем году — выпущена и на цифровых носителях.

## Другие появления
В 2018 году Стальной гигант появился в фильме Стивена Спилберга «Первому игроку приготовиться» и по словам режиссёра играет там важную роль.
В 2021 году Стальной гигант появляется в фильме «Космический джем: Новое поколение».